# أروميات
الأروميات (الاسم العلمي: Blastocladiales) هي رتبة من الفطريات تتبع الطائفة الأروميانية من الفطريات الأرومية.

## التصنيف
- رتبة الأروميات
  - الفصيلة الأرومية
    - جنس الأروماء